# Mas del Mestret
El Mas del Mestret és una obra de la Selva del Camp (Baix Camp) inclosa a l'Inventari del Patrimoni Arquitectònic de Catalunya.

## Descripció
Gran edifici blanc que consta de planta baixa amb porxo i una galeria amb arcs de mig punt, per contraposició amb els porxos allindats inferiors. Grans espais oberts. Sobre la terrassa surt un cos quadrat elevat en el centre de la construcció, emulant una torre, en el qual es repeteix el motiu d'arcs rodens. Té un mosaic de rajoles vidrades, i també piscina.

## Història
El mas del Mestret, es troba molt proper al del Metge. Al su redòs s'hi ha bastit una granja experimental ramadera (granjas Salvador SA). Té una extensió de 196 metres quadrats, i se'n fa ús permanent.